# Sárgahasú cinegelégykapó
A sárgahasú cinegelégykapó (Microeca flaviventris) a madarak osztályának verébalakúak (Passeriformes) rendjéhez és a  cinegelégykapó-félék (Muscicapidae) családjához tartozó faj.

## Rendszerezése
A fajt Richard Bowdler Sharpe angol zoológus és ornitológus írta le 1903-ban, az Eopsaltria nembe Eopsaltria flaviventris néven. Átsorolták a Cryptomicroeca nembe Cryptomicroeca flaviventris néven, de még nem minden szervezet fogadta el.

## Előfordulása
A Franciaország tengerentúli területén, Új-Kaledónia szigetén honos. Természetes élőhelye a szubtrópusi vagy trópusi síkvidéki és hegyi esőerdők, valamint száraz erdők. Állandó, nem vonuló faj.

## Megjelenése
Testhossza 15 centiméter, testtömege 10-14 gramm.

## Természetvédelmi helyzete
Az elterjedési területe kicsi, egyedszáma viszont stabil. A Természetvédelmi Világszövetség Vörös listáján nem fenyegetett fajként szerepel.